# Махлон
Махлон (ивр. מַחְלוֹן‎) — персонаж Книги Руфи. Старший сын Елимелеха и Ноемини. Первый муж Руфи.
Его имя в переводе с иврита означает «слабый», «болезненный». Оно является говорящим. По мнению некоторых исследователей, использование говорящих имён характерно для Книги Руфи и указывает, что его герои не исторические личности, а литературные персонажи.